# 巴達亞山脈
巴達亞山脈（西班牙語：Sierra Brava de Badaya），是西班牙的山脈，位於該國北部的阿拉瓦省和布爾戈斯之間，處於維多利亞西北面，屬於坎塔布連山脈的一部分，最高點海拔高度1,292米。